# 马雄福
马雄福（1956年—），男，回族，新疆人，中国民俗文化学家，现任中国民间文艺家协会副主席，新疆维吾尔自治区民间文艺家协会主席